# NGC 3864
NGC 3864 est une galaxie spirale (diffuse (D) ou compact (C)) située dans la constellation du Lion. Sa vitesse par rapport au fond diffus cosmologique est de 7 122 ± 23 km/s, ce qui correspond à une distance de Hubble de 105,1 ± 7,4 Mpc (∼343 millions d'al). NGC 3864 a été découverte par l'astronome français Édouard Stephan en 1884.